# Zdravko Rađenović
Zdravko Rađenović (Servisch: Здравко Раденовић) (Bačka Palanka, 5 september 1952) is een voormalig Servisch handballer. Hij naam tweemaal deel aan de Olympische Spelen, waar hij de Joegoslavische handbalploeg vertegenwoordigde. 
Op de Olympische Spelen van 1976 in Montrél eindigde hij op met Joegoslavië op de vijfde plaats. Rađenović speelde zes wedstrijden en scoorde twaalf goals.
Acht  jaar later eindigde won hij met Joegoslavië op de Olympische Spelen van 1984 in Los Angeles de gouden medaille nadat men in de finale West-Duitsland had verslagen. Rađenović speelde zes wedstrijden en scoorde tien goals.
Zlatan Arnautović · Mirko Bašić · Jovica Elezović · Mile Isaković · Pavle Jurina · Milan Kalina · Slobodan Kuzmanovski · Dragan Mladenović · Zdravko Rađenović · Momir Rnić · Branko Štrbac · Veselin Vujović · Veselin Vuković · Zdravko Zovko
Abaz Arslanagić · Vlado Bojović · Hrvoje Horvat · Milorad Karalić · Radivoj Krivokapić · Zdravko Miljak · Željko Nimš · Radisav Pavićević · Branislav Pokrajac · Nebojša Popović · Zdravko Rađenović · Zvonimir Serdarušić · Predrag Timko · Zdenko Zorko